# مطار الجليبة
مطار الجليبة أو قاعدة جليبة هو مطار عسكري عراقي في مقاطعة الجليبة في ناحية الفضلية، بمحافظة ذي قار قريب من حدود محافظة البصرة ومحافظة المثنى، فيه 24 ملجأً محصناً، اُتخذَ مطار الجليبة قاعدة استراتيجية لضرب وتدمير القوات الأمريكية أثناء معركة أم المعارك، وزوّد بأسراب طائرات روسية حديثة كثيرة، قصفت القوات الأمريكية مطار الجليبة قصفاً قوياً، ثم قبل انتهاء الحرب سنة 1991 نزلت فيه قوات خاصة أمريكية لتدمير ما بقي من المطار ومحتوياته فوضعوا 40 طناً من المتفجرات، فلم يبق منه شيء ثم قررت القوة الجوية العراقية جعل مطار الجليبة ملحقاً إدارياً بقاعدة الإمام علي الجوية.

## إيقاف إطلاق النار سنة 1991
بعد أن وضعت الحرب أوزارها، توسّطت حكومةُ روسيا أن يكون مطار الجليبة مكاناً للاجتماع المتعلق بإيقاف إطلاق النار بين الجيش العراقي وقوات التحالف الدولية، وذُكرت الجليبة في الحوار بين الفريق سلطان هاشم ممثل الجيش العراقي، ونورمان شوارتسكوف ممثل قوات التحالف:
- الفريق سلطان أننا وافقنا على تغيير مكان الاجتماع من مطار الجليبة إلى هنا وكان سبب التأخير الوحيد هو أن الاتفاق الذي أبلغنا به الجانب السوفييتي بأن مكان الاجتماع في مطار الجليبة وبعدها تغير المكان إلى شقة سنام .
- شوارتسكوف: أقول لك بمنتهى الصراحة أن السبب الذي جعلنا تغير المكان هو أن منطقة الجلبية كانت تتعرض للكثير من القصف بالقنابل العنقودية وبالمدفعية وهي منطقة خطرة .
- الفريق سلطان: إن تغيير المكان ليس مشكلة، فالمسألة أن هذا المكان كان خاليا من قطعاتكم، ونحن وافقنا على الجلوس والتفاوض هنا، والآن قمتم باحتلاله وهو لم يكن محتلا في ذلك الوقت، وهناك نقاط أخرى على الخارطة لنا فيها جنود وبعض المنشآت مثل ميناء أم قصر.[4]

## الاحتلال سنة 2003
كانت السيطرة على مطار الجليبة واجباً ذا أسبقية ضمن التخطيط الأولي للغزو الأمريكي البريطاني للعراق سنة 2003، وكانت قوات الاحتلال البريطاني في تلك الخطة الأوّلية هي المكلفة باحتلال المطار. لاتخاذه مطاراً للقوات المحتلة وليكون مركز إدامة للقوات الأخرى المتقدمة تجاه الناصرية، وفي اليوم الثاني من الغزو الأمريكي البريطاني توغل اللواء بلاونت قائدُ الفرقة الثالثة الأمريكية في الصحراء داخل الجنوب العراقي 120 كيلومتراً وتوقف هناك لمعرفة الموقف العسكري العراقي فأرسل مجموعة استطلاع لجمع المعلومات عن أي تواجد عراقي في الطريق المؤدي إلى جليبة فوجدوا هناك أن قوة عراقية من فدائيي صدام قد تسللوا لزرع ألغام في منطقة تبعد 15 كيلمتراً جنوب جليبة واشتبكوا مع قوة الاستطلاع الأمريكية وقُتلَ بعض العراقيين وأسرَ منهم خمسة.

## مطار عسكري فائض
في 11 أيار سنة 2014 زارَ محافظ ذي قار مطارَ الجليبة، وأكّدَ على على أهمية تحويل المطارات العسكرية الفائضة إلى مطارات مدنية.